# Elaenia
Elaenia is een geslacht van vogels uit de familie Tirannen (Tyrannidae). Het geslacht telt 22 soorten.

## Taxonomie
- Elaenia albiceps  – Witkuifelenia
- Elaenia brachyptera  – Coopmans' elenia
- Elaenia chilensis  – Chileense elenia
- Elaenia chiriquensis  – Kleine elenia
- Elaenia cristata  – Kapelenia
- Elaenia dayi  – Duida-elenia
- Elaenia fallax  – Antilliaanse elenia
- Elaenia flavogaster  – Geelbuikelenia
- Elaenia frantzii  – Bergelenia
- Elaenia gigas  – Geschubde elenia
- Elaenia martinica  – Witbuikelenia
- Elaenia mesoleuca  – Vale elenia
- Elaenia obscura  – Hooglandelenia
- Elaenia olivina  – Tepui-elenia
- Elaenia pallatangae  – Andeselenia
- Elaenia parvirostris  – Kortsnavelelenia
- Elaenia pelzelni  – Bruine elenia
- Elaenia ridleyana  – Noronha-elenia
- Elaenia ruficeps  – Roodkruinelenia
- Elaenia sordida  – Paraná-elenia
- Elaenia spectabilis  – Grote elenia
- Elaenia strepera  – Leigrijze elenia